# Li Xiaoran
Li Xiaoran (chino simplificado: 李小冉 pinyin: Lĭ Xiăorăn; 8 de mayo de 1976, Pekín) es una actriz china.

## Biografía
Es hija de una farmacéutica y un piloto del ejército.
Desde 2014 está casada con el productor de televisión Xu Jianing.

## Carrera
Es miembro de la agencia "Qianyi Times".
Empezó su carrera como bailarina en la Beijing Dance Academy, trabajando después como modelo de fotografía y posando también en diferentes fotomontajes para algunas revistas. Aprovechando su experiencia como modelo, empezó su carrera de actriz actuando en pequeños papeles de telenovelas nacionales, lo que le ha permitido convertirse hoy en día en una de las actrices de telenovela más queridas en China.
En 2005 obtuvo el papel principal en una película de producción internacional titulada Les filles du botaniste, dirigida por Dai Sijie y coprotagonizada por Mylène Jampanoï.

## Filmografía

### Series de televisión
| Año  | Título             | Personaje  | Notas       |
| ---- | ------------------ | ---------- | ----------- |
| 2020 | With You           | Du Can     | 2 episodios |
| 2019 | My Robot Boyfriend | Wang Yufei |             |

### Películas
- 2006, 龍虎門 (Lóng Hŭ Mén) Dragon Tiger Gate - como Lousha
- 2006, Les Filles du botaniste (植物园) - como Cheng An
- 2004, 天黑请闭眼 (Tiān Hēi Qǐng Bì Yǎn) The Game of Killing

### Programas de variedades
| Año  | Título                  | Notas                  |
| ---- | ----------------------- | ---------------------- |
| 2018 | Back to Field: Season 2 | 2 episodios - invitada |

### Revistas / sesiones fotográficas
| Año  | Título           | Notas                      |
| ---- | ---------------- | -------------------------- |
| 2019 | L’Officiel China | (publicación de noviembre) |

### Eventos
| Año               | Título                        | Notas |
| ----------------- | ----------------------------- | ----- |
| noviembre de 2019 | 2019 L’Officiel Fashion Night |       |

## Premios y nominaciones
| Año  | Categoría                   | Premio             | Trabajo        | Resultado |
| ---- | --------------------------- | ------------------ | -------------- | --------- |
| 2018 | Best Actress (Modern Drama) | 24th Huading Award | Wonderful Life | Nominada  |
| 2018 | Best Supporting Actress     | 24th Huading Award | The Kite       | Nominada  |

## Enlaces
- Li Xiaoran en Internet Movie Database (en inglés).
- (en chino) BLOG de Li Xiaoran
- (en inglés) Li Xiaoran en la base de datos de IMDb

- Datos: Q167900